# George Washington Hough
George Washington Hough (Montgomery, Nova Iorque, 24 de outubro de 1836 – Evanston, Illinois, 1 de janeiro de 1909) foi um astrônomo estadunidense.
Hough descobriu 627 estrelas binárias e conduziu estudos sistemáticos sobre a superfície de Júpiter. De 1862 a 1874 foi diretor do Observatório Dudley em Albany, Nova Iorque. Em 1879 foi professor de astronomia da Universidade de Chicago. Foi diretor do Dearborn Observatory, quando este foi transferido para Evanston.